# Babylon 5: Adunarea
Babylon 5: The Gathering (Babylon 5: Adunarea) este un film de televiziune science fiction, realizat ca un episod-pilot al serialului Babylon 5. A fost difuzat pe 22 februarie 1993. Este, de asemenea, primul dintre cele șase filme de lungmetraj din franciza media Babylon 5.   
Filmul acoperă evenimentele care au loc cu aproximativ un an înaintea celor din primul sezon, din "Midnight on the Firing Line", oferind un cadru de istorii, agende politice și relații personale pentru unele dintre personajele majore ale seriei.   
După succesul filmului, Warner Bros. Television a comandat serialul pentru producție în mai 1993, ca parte a rețelei Prime Time Entertainment (PTEN); primul sezon a avut apoi premiera în Statele Unite aproape un an mai târziu, la 26 ianuarie 1994.

## Prezentare
Ambasadorul Vorlon Kosh Naranek este aproape ucis într-o încercare de asasinare a sa. Comandantul Sinclair este principalul suspect.

## Distribuție
- Michael O'Hare - Cmdr. Jeffrey Sinclair
- Tamlyn Tomita - Lt. Cmdr. Laurel Takashima
- Jerry Doyle - Michael Garibaldi
- Mira Furlan - Delenn
- Blaire Baron - Carolyn Sykes
- John Fleck - Del Varner
- Paul Hampton - The Senator
- Peter Jurasik - Londo Mollari
- Andreas Katsulas - G'Kar
- Johnny Sekka - Dr. Benjamin Kyle
- Patricia Tallman - Lyta Alexander
- Steven R. Barnett - Eric Hazeltine
- Billy Hayes - Traveler (ca William Hayes)
- Linda Hoffman - Dome Tech #2
- Robert Jason Jackson - Dome Tech #3